# 第3偵察隊
第3偵察隊（だいさんていさつたい、JGSDF 3rd Reconnaissance Unit）は、陸上自衛隊千僧駐屯地（兵庫県伊丹市）に駐屯していた第3師団隷下の機甲科（偵察）部隊で2023年（令和5年）3月15日に廃止され、第3戦車大隊と統合され第3偵察戦闘大隊へ改編された。

## 概要
情報収集専任部隊として第3師団の行動に必要な情報を、偵察警戒車、軽装甲機動車や偵察用オートバイなどの車両や各種偵察用器材を使用して情報収集する任務にあたっていた。隊長は、2等陸佐で隊旗は大隊旗を使用していた。

## 沿革
第3管区隊偵察中隊
- 1951年（昭和26年）5月1日：舞鶴駐屯地において第3管区隊偵察中隊として編成。第3管区隊に隷属。
- 1952年（昭和27年）
  - 1月24日：第3管区隊偵察中隊が舞鶴駐屯地から伊丹駐屯地へ移駐。
  - 11月27日：第3管区隊偵察中隊が伊丹駐屯地から信太山駐屯地へ移駐。
- 1953年（昭和28年）5月25日：第3管区隊偵察中隊が信太山駐屯地から伊丹駐屯地へ移駐。
- 1954年（昭和29年）7月10日：第3管区隊偵察中隊が伊丹駐屯地から今津駐屯地へ移駐。

第3偵察隊
- 1962年（昭和37年）
  - 1月18日：第3管区隊の第3師団への改編に伴い、第3偵察隊に称号変更。第3師団に隷属。
  - 2月10日：第3偵察隊が今津駐屯地から千僧駐屯地へ移駐。
- 1979年（昭和54年）3月26日：改編。
- 1992年（平成04年）3月27日：改編。
- 1994年（平成06年）3月27日：改編。
- 2006年（平成18年）3月27日：政経中枢師団への改編。後方支援体制変換に伴い、整備部門を第3後方支援連隊第2整備大隊偵察直接支援小隊へ移管。
- 2011年（平成23年）
  - 3月13日～4月24日：東日本大震災に対する災害派遣として、第1次派遣隊10名が宮城県名取市・白石市・亘理町で給食支援を実施[3]。
  - 4月24日～5月11日：東日本大震災に対する災害派遣として、第2次派遣隊が亘理町で給食支援を実施[3]。
- 2023年（令和05年）3月15日：第3偵察隊（千僧駐屯地）が廃止[4]。第3戦車大隊（今津駐屯地）と統合され、第3偵察戦闘大隊へ今津駐屯地において改編[5]。

## 廃止時の部隊編成
- 第3偵察隊本部
- 第3偵察隊本部付隊：82式指揮通信車
- 電子偵察小隊：85式地上レーダー装置 JTPS-P11
- 第1偵察小隊：87式偵察警戒車、軽装甲機動車、偵察用オートバイ
- 第2偵察小隊：87式偵察警戒車、軽装甲機動車、偵察用オートバイ
- 第3偵察小隊：87式偵察警戒車、軽装甲機動車、偵察用オートバイ

車両の部隊表示は、全て「3偵」

## 主要装備
- 82式指揮通信車
- 軽装甲機動車
- 偵察用オートバイ
- 1/2tトラック /73式小型トラック
- 1 1/2tトラック /73式中型トラック
- 3 1/2tトラック /73式大型トラック
- 89式5.56mm小銃
- 5.56mm機関銃MINIMI
- 74式車載7.62mm機関銃
- 12.7mm重機関銃
- 9mm拳銃
- 84mm無反動砲